# Ghaggar
Il Ghaggar, o Ghagghar, è un fiume dell'India settentrionale. Nasce sui monti Siwalik (o Shiwalik), nella parte nord-occidentale dello stato dell'Himachal Pradesh e scorre per circa 320 km attraverso lo stato dell'Haryana, dove riceve le acque del Saraswati. Alla fine si perde nel Grande Deserto Indiano (o del Thar). Poco a sud-ovest di Sirsa alimenta due canali di irrigazione che si estendono attraverso lo stato del Rajasthan. In passato, probabilmente, il Ghaggar era un affluente dell'Indo. Il suo regime stagionale dipende dalle piogge monsoniche.